# Embu-Guaçu
23°49′56″N 46°48′42″T / 23,83222°N 46,81167°T
Embu-Guaçu là một đô thị ở bang São Paulo của Brasil. Đô thị này có dân số năm 2006 là 72.170 người và diện tích là 155 km². Đô thị này có độ cao 408,22 m. Đây là một đô thị thành phần của vùng đô thị Đại São Paulo.
Theo điều tra dân số năm 2000, đô thị này có:
- Tổng dan số: 56.916
- Dân số đô thị: 55.839
- Dân số nông thôn: 1.077
- Nam giới: 28.554
- Nữ giới: 28.362
- Mật độ dân số (người/km²): 366,02
- Tỷ lệ tử vong trẻ dưới 1 tuổi (trên 1 triệu): 10,47
- Tuổi thọ trung bình: 74,40
- Tỷ lệ sinh (số lượng con/bà mẹ): 2,49
- Tỷ lệ biết đọc biết viết: 90,70%
- Chỉ số phát triển con người (IDH-M): 0,811

## Các đô thị giáp ranh
|                            | Bắc: Itapecerica da Serra |                 |
| Tây: São Lourenço da Serra | Embu-Guaçu                | Đông: São Paulo |
|                            | Nam: Juquitiba            |                 |